# Desa Pringapus (administrativ by i Indonesien, Jawa Tengah, lat -7,26, long 110,04)
Desa Pringapus är en administrativ by i Indonesien.   Den ligger i provinsen Jawa Tengah, i den västra delen av landet, 400 km öster om huvudstaden Jakarta.